# Vorarlberger Tabakmuseum

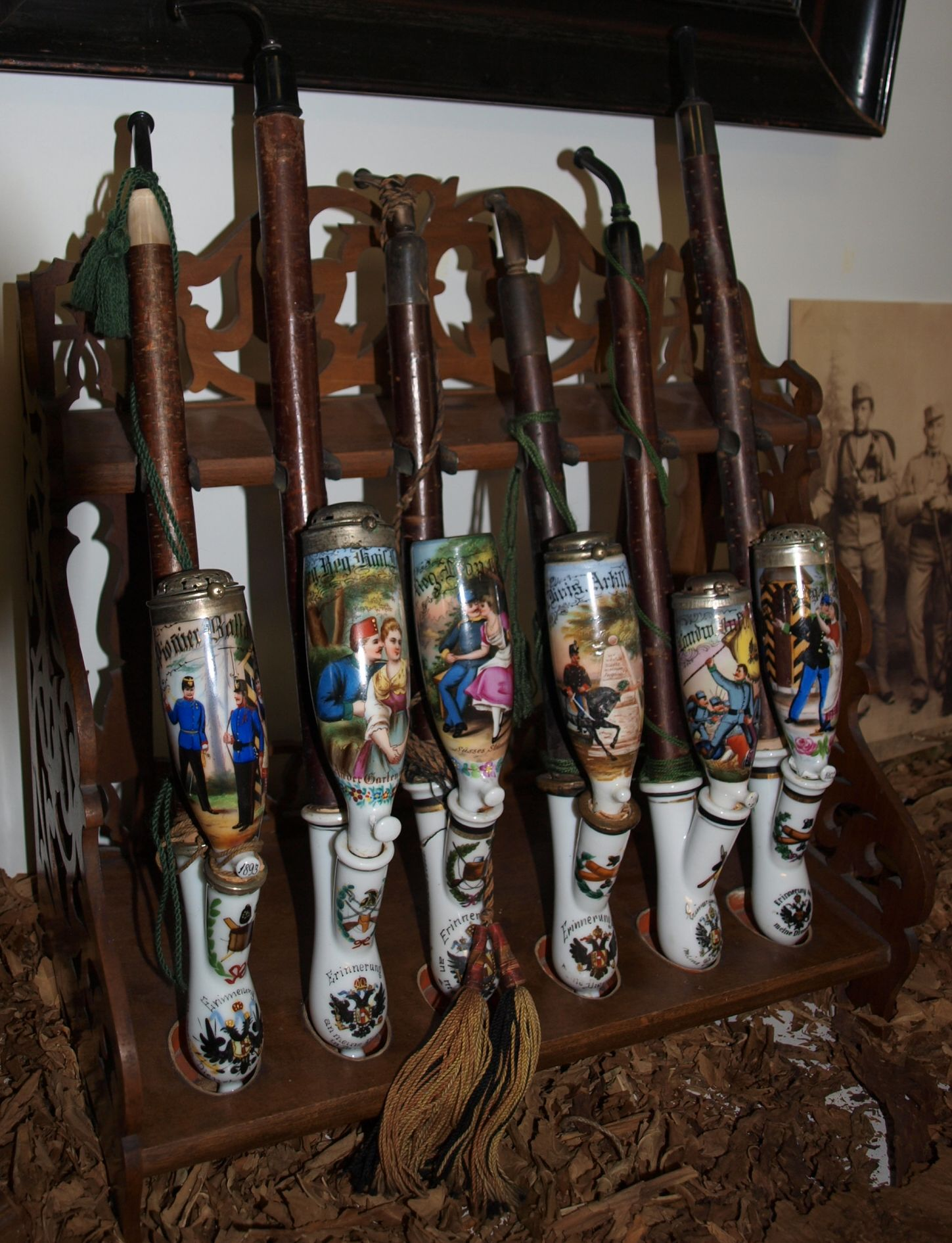
Tabakmuseum in Frastanz, Rathaus – Meerschaumpfeifen

Das Vorarlberger Tabakmuseum ist Teil der Vorarlberger Museumswelt im ehemaligen Betriebsgebäude der Textilwerke Ganahl (siehe: Johann Josef Ganahl).
Die Ausstellung zeigt die Kulturgeschichte des Tabaks (Tabakanbau, Verarbeitung, Konsum), der zu Beginn des 18. bis  Anfang/Mitte des 19. Jahrhunderts in Frastanz für die Landwirtschaft und für das Gewerbe ein bedeutender Wirtschaftsfaktor war. Es werden seltene und wertvolle Rauchutensilien aus der Region Vorarlberg gezeigt.
Die Exponate sind großteils aus Haushalten der Gemeinde Frastanz zusammengetragene und besteht aus Tabak-Pfeifen, Schnupftabakdosen und anderen Rauchutensilien. Ergänzt wird die Ausstellung mit Leihgaben von über 150 Exponaten des ehemaligen Österreichischen Tabakmuseum (Wien).
In den Sommermonaten wird zur Demonstration im Gemeindepark Tabak gepflanzt.

## Trägerschaft
Die Vorarlberger Tabakausstellung wird von der Marktgemeinde Frastanz getragen und betreut.
Der Tätigkeitsbereich ist vorrangig auf Vorarlberg beschränkt.

## Bilder

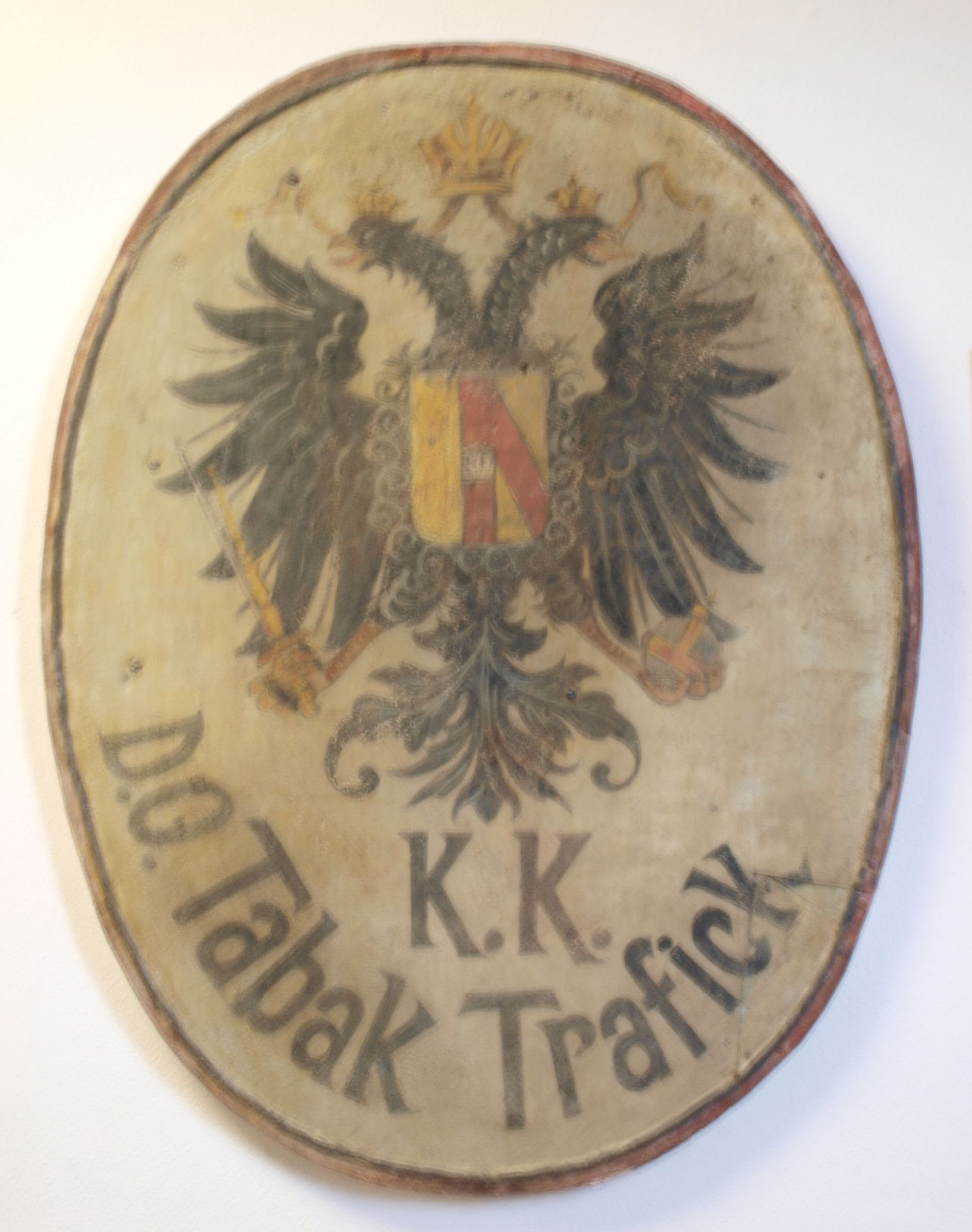
Tabakmuseum in Frastanz, Rathaus – Wandschild: "k. k. Tabak-Trafick" mit Doppeladler.
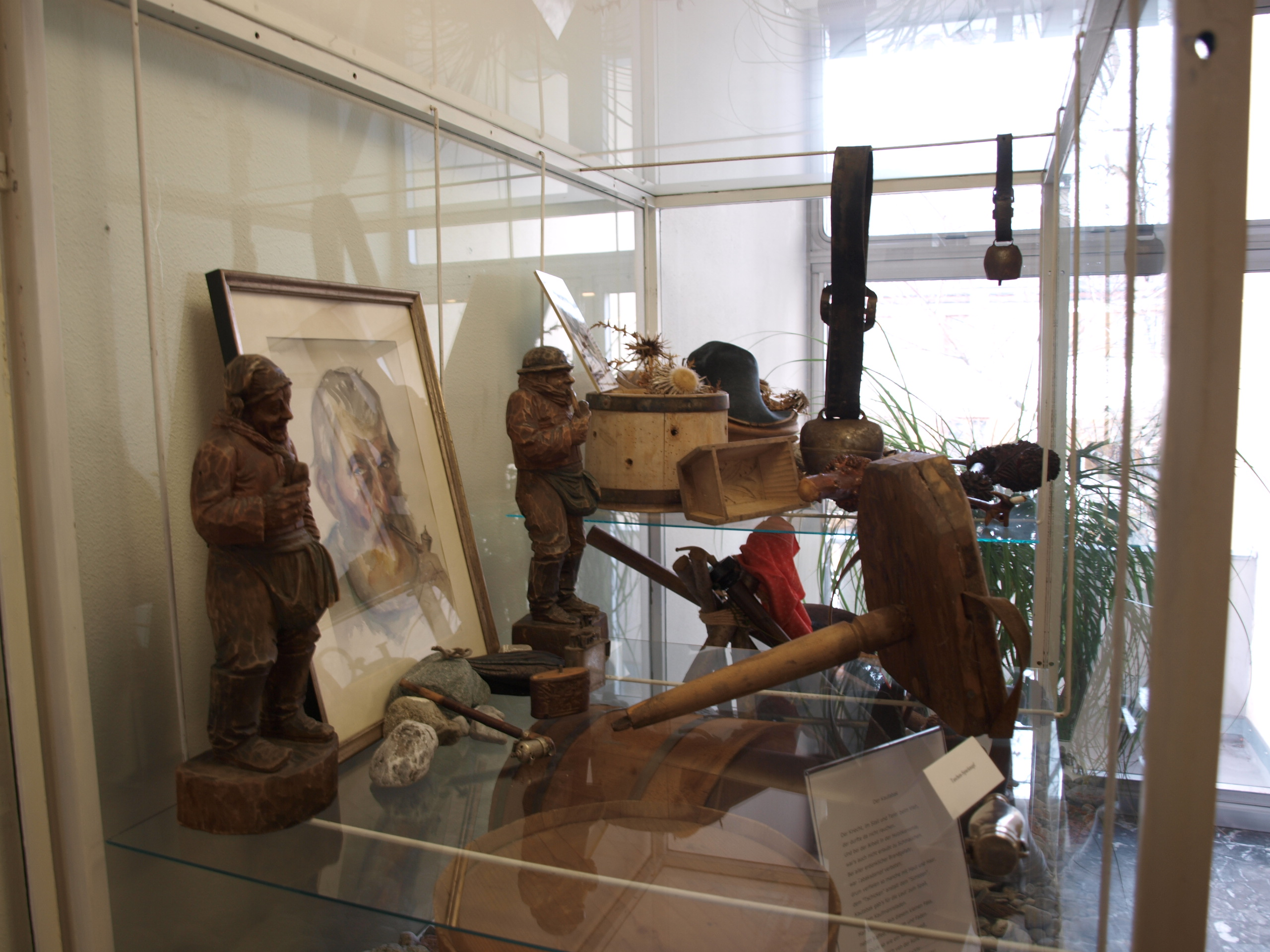
Schaukasten im Tabakmuseum in Frastanz, Rathaus.
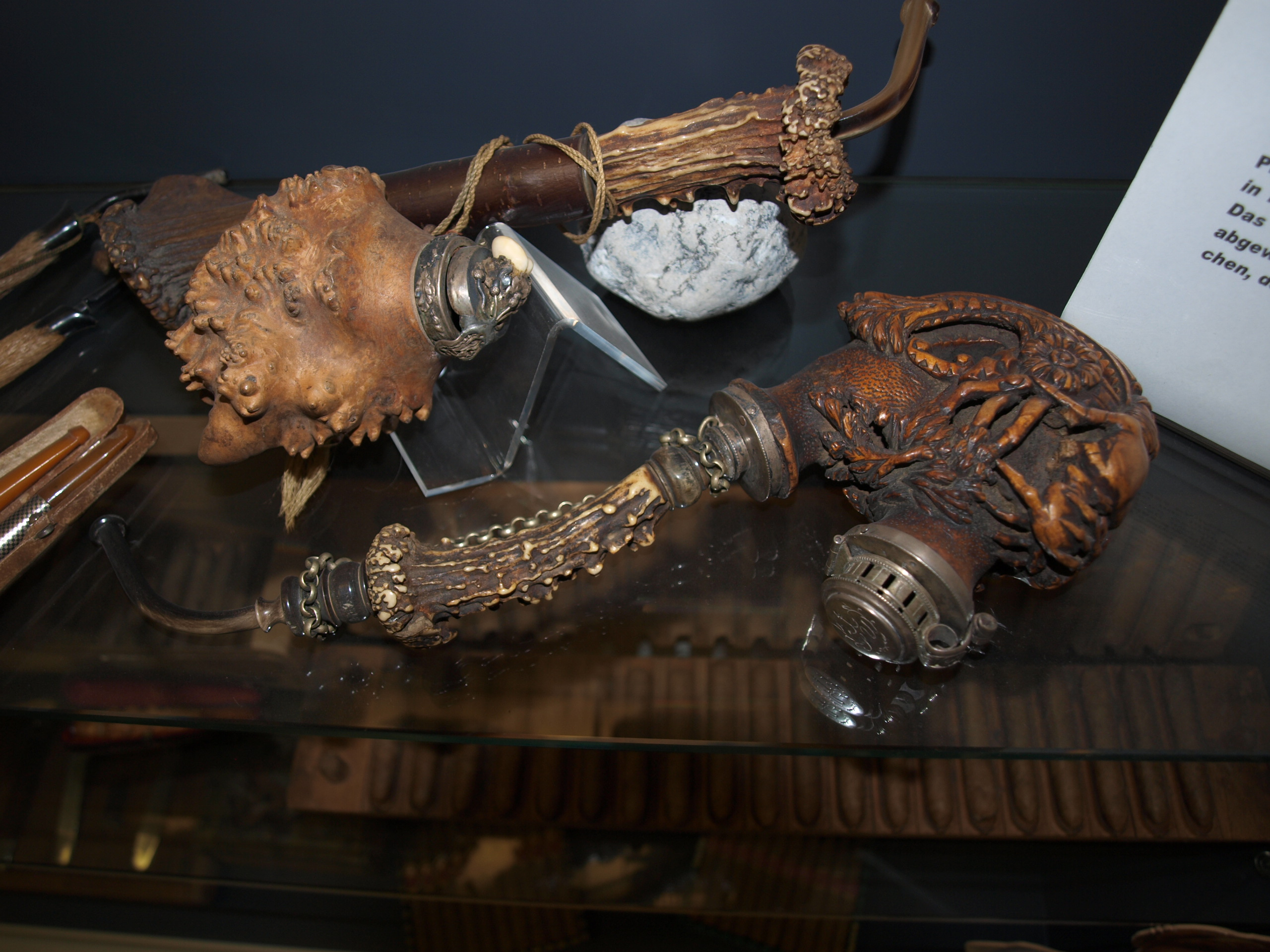
Tabakmuseum in Frastanz, Rathaus – Tabakpfeifen.
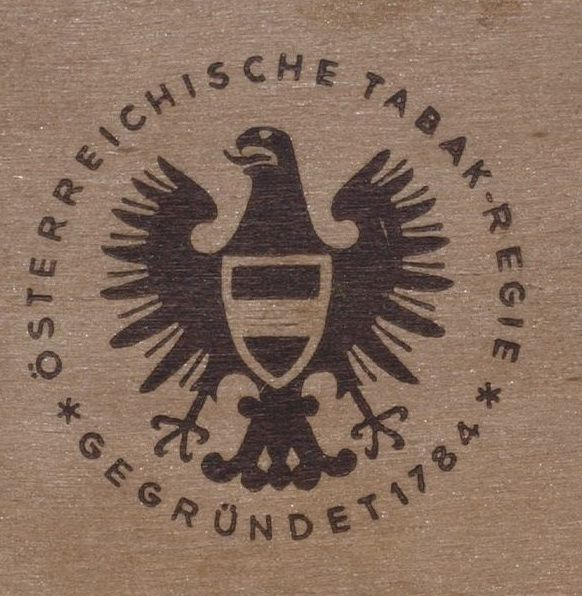
Tabakmuseum in Frastanz, Rathaus – Prägestempel: "Österreichische Tabak – Regie, gegründet 1784" mit stilisiertem österreichischem Bundeswappen.
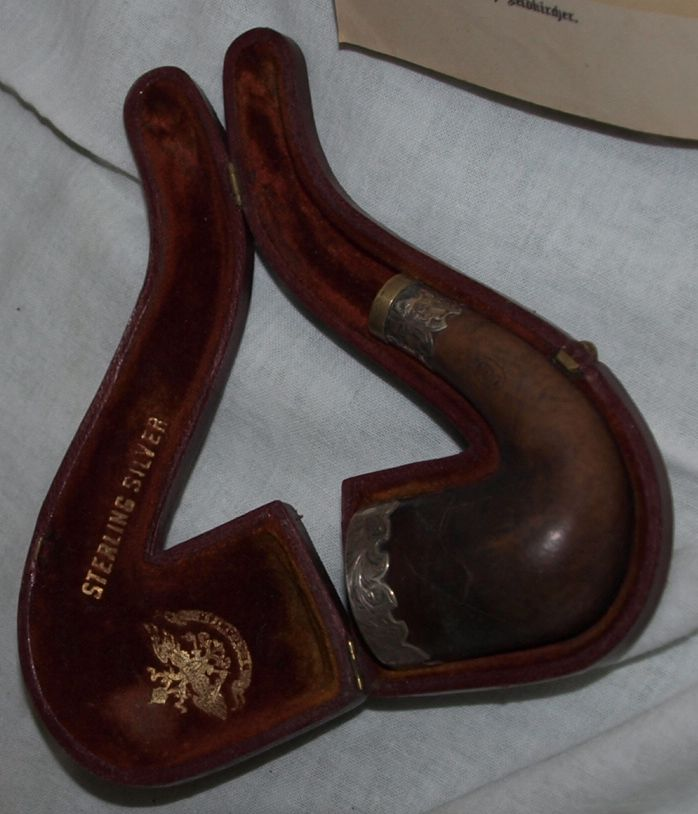
Tabakmuseum in Frastanz, Rathaus – Tabakpfeife in Schutzhülle.
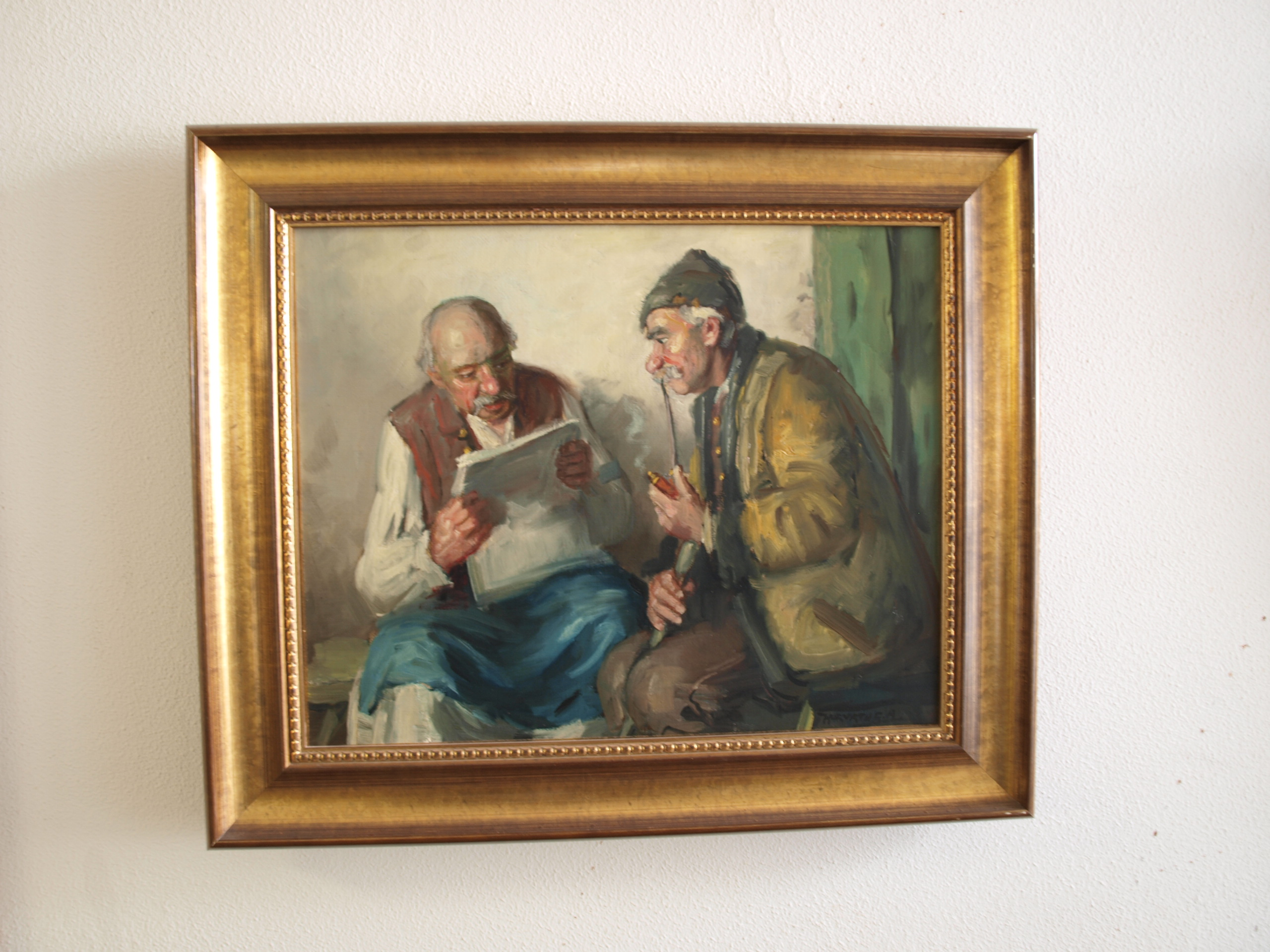
Tabakmuseum in Frastanz, Rathaus – Wandbild "Tabakraucher".